# 摩托罗拉E6
Motorola E6 是摩托羅拉推出的入門級PDA手機，支援 SD 記憶卡和內建Linux作業系統。